# Cihuela
Cihuela – gmina w Hiszpanii, w prowincji Soria, w Kastylii i León, o powierzchni 34,15 km². W 2011 roku gmina liczyła 67 mieszkańców.